# Виноградное (Алушта)
Виногра́дное (ранее 1-е отделение винсовхоза Кастель; укр. Виноградний, крымскотат. Qastel, Къастель) — село (до 2009 г. посёлок). Входит в Городской округ Алушта Республики Крым (согласно административно-территориальному делению Украины — в составе Маломаякского сельского совета Алуштинского горсовета Автономной Республики Крым).

## Население
| 2001 | 2014 |
| ---- | ---- |
| 162  | ↗274 |

Всеукраинская перепись 2001 года показала следующее распределение по носителям языка:
| Язык             | Число жит. | Процент |
| ---------------- | ---------- | ------- |
| русский          | 141        | 87,04   |
| украинский       | 18         | 11,11   |
| крымскотатарский | 1          | 0,62    |
| белорусский      | 2          | 1,23    |

## Современное состояние
На 2018 год в Виноградном числится 9 улиц; на 2009 год, по данным сельсовета, село занимало площадь 60 гектаров на которой, в 78 дворах, проживало 235 человек. Виноградное связано троллейбусным сообщением с Алуштой, Ялтой, Симферополем и соседними населёнными пунктами.

## География
Виноградное расположено на Южном берегу Крыма, у подножия горы Ай-Йори, высота центра села над уровнем моря 306 м, примерно в 8 км на юго-запад от Алушты. Соседние населённые пункты: в 1,5 км на юго-восток, на берегу моря, Лазурное (прямого сообщения нет) и в 3,5 км на юго-запад, по автотрассе, — Малый Маяк. Транспортное сообщение осуществляется по региональной автодороге 35Н-038 от шоссе Симферополь — Ялта (по украинской классификации — С-01-0112). В Виноградном имеется уже не действующий старинный фонтан с надписью на арабском языке, упоминаемый в гидрогеологическом отчете Головкинского 1893 года.

## История
В путеводителе Александра Безчинского 1904 года описываются имения, располагавшиеся на месте нынешнего села 
... На 9-й версте (от Алушты), влево — ворота, через которые идёт путь на гору Кастель. С полверсты дальше — поворот также влево, в имение «Янике» Стахеева (бывшее Таюрскаго). Ещё дальше, у 10-го верстового столба — поворот, все влево, в имение Голубева и другия дачи, расположенные под Кастелью.
 Видимо, на базе национализированных имений в советское время и был создан совхоз, позднее — 1-е отделение винсовхоза Касте́ль. Время присвоения статуса посёлка и названия пока не установлено — предположительно — 1959 год: на 15 июня 1960 года посёлок Виноградный уже в составе Маломаякского сельсовета Алуштинского района. 1 января 1965 года, указом Президиума ВС УССР «О внесении изменений в административное районирование УССР — по Крымской области», Алуштинский район был преобразован в Алуштинский горсовет и посёлок также включили в его состав. По данным переписи 1989 года в Виноградном проживал 121 человек. С 12 февраля 1991 года посёлок в восстановленной Крымской АССР, 26 февраля 1992 года переименованной в Автономную Республику Крым. Постановлением Верховной Рады Крыма от 16 октября 2009 года посёлку Виноградный присвоен статус села. С 21 марта 2014 года в составе Крыма аннексировано Россией, с 5 июня 2014 года — в Городском округе Алушта.